# Echinopsis lamprochlora
Echinopsis lamprochlora là một loài thực vật có hoa trong họ Cactaceae. Loài này được (Lem.) H.Friedrich & Glaetzle mô tả khoa học đầu tiên năm 1983.